# Soyib Kurbonov
Soyib Rajabovich Kurbonov (ur. 3 lutego 1988) – uzbecki judoka. Olimpijczyk z Rio de Janiero 2016, gdzie zajął 33. miejsce w wadze półciężkiej.
Piąty na mistrzostwach świata w 2013; uczestnik zawodów w 2014. Startował w Pucharze Świata w 2010, 2012 i 2015. Trzeci w drużynie na igrzyskach azjatyckich w 2014, a także na igrzyskach solidarności islamskiej w 2017. Srebrny medalista mistrzostw Azji w 2016 i pierwszy w drużynie. Brązowy medalista Uniwersjady w 2013 roku.

## Letnie Igrzyska Olimpijskie 2016
| Konkurencja | Eliminacje              | Klas. końcowa |
| Konkurencja | Przeciwnik I            | Miejsce       |
| ----------- | ----------------------- | ------------- |
| 100 kg      | Artem Błoszenko (UKR) P | 33.           |